# Serie C 2020/2021
Soutěžní ročník Serie C 2020/21 byl 7. ročník třetí nejvyšší italské fotbalové ligy. Soutěž začala 26. září 2020 a skončila 2. května 2021. Účastnilo se jí celkem 60 týmů rozdělené do tří skupin po 20 klubech.
Pro následující sezonu nebyly přijaty tyto kluby:
- AZ Picerno: v minulé sezóně se umístil na 16. místě ve skupině C, byli vyloučeni do nižší ligy.
- Robur Siena: v minulé sezóně se umístil na 6. místě ve skupině A, kvůli finančním problémům hraje v nižší lize.
- Sicula Leonzio: v minulé sezóně se umístil na 17. místě ve skupině C, kvůli finančním problémům hraje v nižší lize.

Dále kluby AS Giana Erminio, Ravenna FC 1913 a AS Bisceglie které měly sestoupit do 4. ligy byli ponechány v soutěži.
Nováčky pro sezonu 2020/21: Ze 2. ligy tyto kluby: AC Perugia Calcio, Trapani Calcio, SS Juve Stabia a AS Livorno Calcio. Ze 4. ligy postoupily tyto kluby: Lucchese 1905, SSD Pro Sesto, Mantova 1911, SSD US Grosseto 1912, SS Matelica Calcio 1921, SS Turris Calcio, Palermo FC, Calcio Foggia 1920 SSD a FC Legnago Salus.

## Skupina A
| Poř. | Tým                        | Z  | V  | R  | P  | VG | OG | B  |
| ---- | -------------------------- | -- | -- | -- | -- | -- | -- | -- |
| 1.   | Como 1907                  | 38 | 23 | 6  | 9  | 59 | 44 | 75 |
| 2.   | US Alessandria Calcio 1912 | 38 | 20 | 8  | 10 | 48 | 29 | 68 |
| 3.   | AC Renate                  | 38 | 19 | 8  | 11 | 47 | 36 | 65 |
| 4.   | FC Pro Vercelli 1892       | 38 | 17 | 12 | 9  | 48 | 35 | 63 |
| 5.   | Aurora Pro Patria 1919     | 38 | 16 | 13 | 9  | 37 | 28 | 61 |
| 6.   | Calcio Lecco 1912          | 38 | 16 | 12 | 10 | 50 | 36 | 60 |
| 7.   | UC AlbinoLeffe             | 38 | 14 | 15 | 9  | 43 | 36 | 57 |
| 8.   | US Città di Pontedera      | 38 | 14 | 13 | 11 | 47 | 40 | 55 |
| 9.   | US Grosseto 1912           | 38 | 14 | 12 | 12 | 43 | 41 | 54 |
| 10.  | Juventus FC U23            | 38 | 14 | 10 | 14 | 52 | 50 | 52 |
| 11.  | Novara Calcio              | 38 | 12 | 13 | 13 | 48 | 49 | 49 |
| 12.  | Piacenza Calcio 1919       | 38 | 12 | 13 | 13 | 47 | 48 | 49 |
| 13.  | Olbia Calcio 1905          | 38 | 10 | 17 | 11 | 47 | 47 | 47 |
| 14.  | AS Giana Erminio           | 38 | 11 | 11 | 16 | 36 | 45 | 44 |
| 15.  | US Pergolettese 1932       | 38 | 12 | 8  | 18 | 45 | 52 | 44 |
| 16.  | Carrarese Calcio 1908      | 38 | 11 | 11 | 16 | 34 | 40 | 44 |
| 17.  | Pro Sesto 1913             | 38 | 10 | 13 | 15 | 31 | 45 | 43 |
| 18.  | US Pistoiese 1921          | 38 | 8  | 7  | 23 | 27 | 52 | 31 |
| 19.  | Lucchese 1905              | 38 | 6  | 13 | 19 | 36 | 60 | 31 |
| 20.  | AS Livorno Calcio 1        | 38 | 7  | 13 | 18 | 41 | 53 | 29 |

Poznámky
- Z = Odehrané zápasy; V = Vítězství; R = Remízy; P = Prohry; VG = Vstřelené góly; OG = Obdržené góly; B = Body
- za výhru 3 body, za remízu 1 bod, za prohru 0 bodů.
- 1  AS Livorno Calcio bylo odečteno 5 bodů.

|  | Přímý postup do Serie B 2021/22 |
|  | Play off                        |
|  | Přímý sestup do Serie D 2021/22 |

### Play out
Play-out se nehrálo, protože bodový rozdíl mezi kluby Pro Sestem a Pistoiesem byl více než 8 bodový.

## Skupina B
| Poř. | Tým                      | Z  | V  | R  | P  | VG | OG | B  |
| ---- | ------------------------ | -- | -- | -- | -- | -- | -- | -- |
| 1.   | AC Perugia Calcio        | 38 | 23 | 6  | 9  | 59 | 44 | 75 |
| 2.   | Calcio Padova            | 38 | 20 | 8  | 10 | 48 | 29 | 68 |
| 3.   | FC Südtirol              | 38 | 19 | 8  | 11 | 47 | 36 | 65 |
| 4.   | Modena FC 2018           | 38 | 17 | 12 | 9  | 48 | 35 | 63 |
| 5.   | Feralpisalò              | 38 | 16 | 13 | 9  | 37 | 28 | 61 |
| 6.   | US Triestina Calcio 1918 | 38 | 16 | 12 | 10 | 50 | 36 | 60 |
| 7.   | Cesena FC                | 38 | 14 | 15 | 9  | 43 | 36 | 57 |
| 8.   | SS Matelica Calcio 1921  | 38 | 14 | 13 | 11 | 47 | 40 | 55 |
| 9.   | SS Sambenedettese 1      | 38 | 14 | 12 | 12 | 43 | 41 | 54 |
| 10.  | Mantova 1911             | 38 | 14 | 10 | 14 | 52 | 50 | 52 |
| 11.  | Virtusvecomp Verona      | 38 | 12 | 13 | 13 | 48 | 49 | 49 |
| 12.  | AS Gubbio 1910           | 38 | 12 | 13 | 13 | 47 | 48 | 49 |
| 13.  | Fermana FC               | 38 | 10 | 17 | 11 | 47 | 47 | 47 |
| 14.  | Vis Pesaro dal 1898      | 38 | 11 | 11 | 16 | 36 | 45 | 44 |
| 15.  | Carpi FC 1909            | 38 | 12 | 8  | 18 | 45 | 52 | 44 |
| 16.  | FC Legnago Salus         | 38 | 11 | 11 | 16 | 34 | 40 | 44 |
| 17.  | Imolese Calcio 1919      | 38 | 10 | 13 | 15 | 31 | 45 | 43 |
| 18.  | Alma Juventus Fano 1906  | 38 | 8  | 7  | 23 | 27 | 52 | 31 |
| 19.  | Ravenna FC 1913          | 38 | 6  | 13 | 19 | 36 | 60 | 31 |
| 20.  | SS Arezzo                | 38 | 7  | 13 | 18 | 41 | 53 | 29 |

Poznámky
- Z = Odehrané zápasy; V = Vítězství; R = Remízy; P = Prohry; VG = Vstřelené góly; OG = Obdržené góly; B = Body
- za výhru 3 body, za remízu 1 bod, za prohru 0 bodů.
- 1  klub SS Sambenedettese byly odečteny 4 body.

|  | Přímý postup do Serie B 2021/22 |
|  | Play off                        |
|  | Play out                        |
|  | Přímý sestup do Serie D 2021/22 |

### Play out
Boj o udržení v Serii C.
Ravenna FC 1913 – FC Legnago Salus 0:1, 0:3

Alma Juventus Fano 1906 – Imolese Calcio 1919 0:0, 1:1

Sestup do Serie D 2021/22 měly kluby Ravenna FC 1913 a Alma Juventus Fano 1906.

## Skupina C
| Poř. | Tým                       | Z  | V  | R  | P  | VG | OG | B  |
| ---- | ------------------------- | -- | -- | -- | -- | -- | -- | -- |
| 1.   | Ternana Calcio            | 36 | 28 | 6  | 2  | 95 | 32 | 90 |
| 2.   | US Catanzaro 1929         | 36 | 19 | 11 | 6  | 44 | 29 | 68 |
| 3.   | US Avellino 1912          | 36 | 20 | 8  | 8  | 53 | 33 | 68 |
| 4.   | SSC Bari                  | 36 | 18 | 9  | 9  | 52 | 34 | 63 |
| 5.   | SS Juve Stabia            | 36 | 18 | 7  | 11 | 51 | 39 | 61 |
| 6.   | Calcio Catania 1          | 36 | 17 | 10 | 9  | 50 | 38 | 59 |
| 7.   | Palermo FC                | 36 | 14 | 11 | 11 | 44 | 40 | 53 |
| 8.   | SS Teramo Calcio          | 36 | 13 | 13 | 10 | 38 | 34 | 52 |
| 9.   | Calcio Foggia 1920        | 36 | 14 | 9  | 13 | 36 | 39 | 51 |
| 10.  | Casertana FC              | 36 | 13 | 6  | 17 | 47 | 59 | 45 |
| 11.  | SS Monopoli 1966          | 36 | 10 | 11 | 15 | 43 | 51 | 41 |
| 12.  | US Viterbese 1908         | 36 | 9  | 13 | 14 | 36 | 42 | 40 |
| 13.  | Potenza Calcio            | 36 | 10 | 9  | 17 | 38 | 52 | 39 |
| 14.  | SS Turris Calcio          | 36 | 9  | 12 | 15 | 40 | 56 | 39 |
| 15.  | Virtus Francavilla Calcio | 36 | 9  | 11 | 16 | 32 | 44 | 38 |
| 16.  | US Vibonese Calcio        | 36 | 6  | 18 | 12 | 34 | 37 | 36 |
| 17.  | Paganese Calcio 1926      | 36 | 7  | 11 | 18 | 26 | 49 | 32 |
| 18.  | AS Bisceglie              | 36 | 7  | 9  | 20 | 28 | 51 | 30 |
| 19.  | Cavese 1919               | 36 | 5  | 8  | 23 | 27 | 55 | 23 |
| 20.  | Trapani Calcio 2          | 0  | 0  | 0  | 0  | 0  | 0  | 0  |

Poznámky
- Z = Odehrané zápasy; V = Vítězství; R = Remízy; P = Prohry; VG = Vstřelené góly; OG = Obdržené góly; B = Body
- za výhru 3 body, za remízu 1 bod, za prohru 0 bodů.
- 1  klub Calcio Catania byly odečteny 2 body.
- 2  klub Trapani Calcio  byl vyloučen během sezony.

|  | Přímý postup do Serie B 2021/22 |
|  | Play off                        |
|  | Play out                        |
|  | Přímý sestup do Serie D 2021/22 |

### Play out
Boj o udržení v Serii C.
AS Bisceglie – Paganese Calcio 1926 2:1, 2:3

Sestup do Serie D 2021/22 měl klub AS Bisceglie.

## Play off
Boj o postupující místo do Serie B 2021/22.

### 1. předkolo
Aurora Pro Patria 1919 – Juventus FC U23 1:3

Calcio Lecco 1912 – US Grosseto 1912 1:4 

UC AlbinoLeffe – US Città di Pontedera 1:0 

Cesena FC – Mantova 1911 2:1

SS Matelica Calcio 1921 – SS Sambenedettese 3:1 

US Triestina Calcio 1918 – Virtusvecomp Verona 0:1 

SS Juve Stabia – Casertana FC 1:1

Calcio Catania – Calcio Foggia 1920 1:3

Palermo FC – SS Teramo Calcio 2:0
- tučné znamená postup

### 2. předkolo
FC Pro Vercelli 1892 – Juventus FC U23 1:0 

UC AlbinoLeffe – US Grosseto 1912 2:1 

Feralpisalò – Virtusvecomp Verona 1:1

Cesena FC – SS Matelica Calcio 1921 2:3

SSC Bari – Calcio Foggia 1920 3:1

SS Juve Stabia – Palermo FC 0:2

### Osmifinále
Feralpisalò – SSC Bari 1:0, 0:0

SS Matelica Calcio 1921 – AC Renate 1:1, 1:1

Palermo FC – US Avellino 1912 1:0, 0:1

UC AlbinoLeffe – Modena FC 2018 0:1, 2:0

FC Pro Vercelli 1892 – FC Südtirol 2:1, 1:2

### Čtvrtfinále
Feralpisalò – US Alessandria Calcio 1912 1:0, 0:1

AC Renate – Calcio Padova 1:3, 3:1

US Avellino 1912 – FC Südtirol 2:0, 0:1

UC AlbinoLeffe – US Catanzaro 1929 1:1, 1:0

### Semifinále
Bude se hrát 6. a 9. června
UC AlbinoLeffe – US Alessandria Calcio 1912 1:2, 2:2

Calcio Padova – US Avellino 1912 1:1, 1:0

### Finále
Calcio Padova – US Alessandria Calcio 1912 0:0 a 0:1 na (pen.)
Postup do Serie B 2021/22 měl klub US Alessandria Calcio 1912.